# Makroud

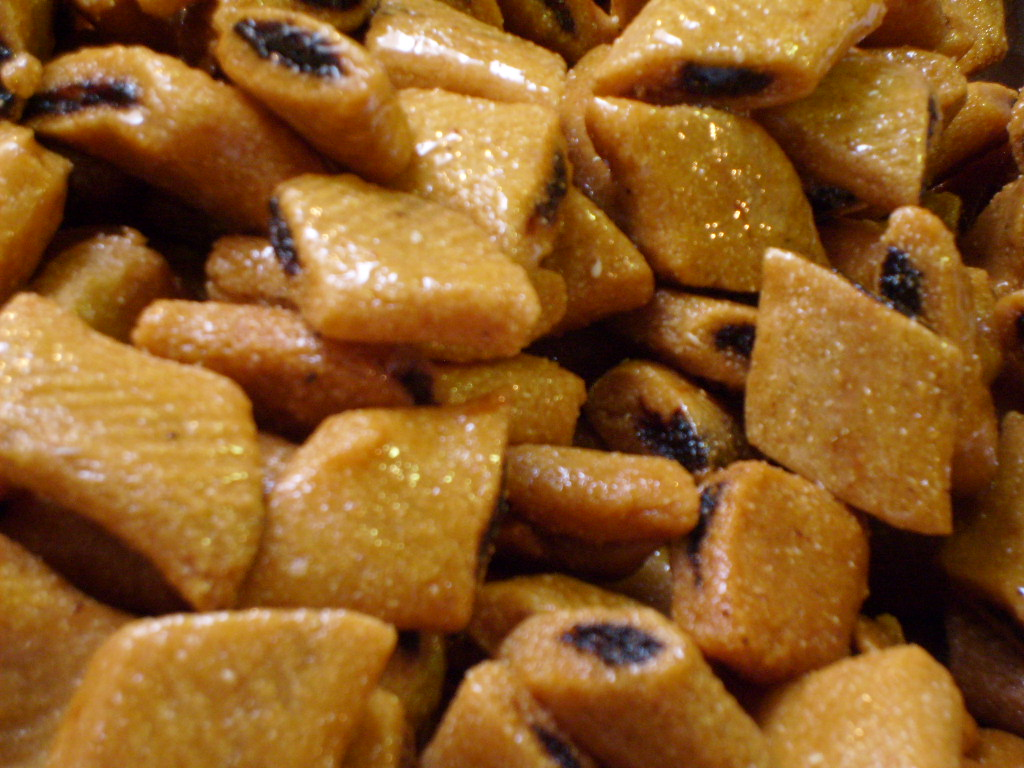
Makroud.

Makroud är ett traditionellt bakverk som är mycket populärt i Tunisien, Algeriet och Turkiet. Det består av en dadelkräm (smaksatt med bland annat kanel, rosenvatten och kryddnejlikor) som rullas in i semolinadeg. Efter gräddning i ugn glaseras bakverket i honung. En variant innehåller mandlar istället för dadlar. Makroud kan förvaras en tid i kyla, men anses vara bäst färsk. 
Makroud förknippas med den nordtunisiska staden Kairouan, där en stor del av tillverkningen sker. 
Den turkiska versionen av makrout är gjord av filodeg, honung, mandel, hasselnötter, valnötter och fikon, och är stor.[källa behövs]